# Bacolor (cratera)
A cratera Bacolor é uma cratera no quadrângulo de Casius em Marte, localizada a 33º latitude norte e 241.4º longitude oeste. Seu diâmetro é de 20.8 km e seu nome vem de uma cidade nas Filipinas. 